# Zona Sur (Río de Janeiro)
La Zona Sur de Río de Janeiro, Brasil, es una de las doce divisiones municipales establecidas en el Plan Estratégico de la ciudad para el período 2001/2004, que coincide con la Subprefectura de la Zona Sur carioca. Ocupa un territorio de 4.387 hectáreas y está conformado por los barrios Botafogo, Catete,  Copacabana, Cosme Velho, Flamengo, Gávea, Humaitá, Ipanema, Jardim Botânico, Lagoa, Laranjeiras, Leblon, Leme, Rocinha, São Conrado, Urca y Vidigal.
Es la zona más frecuentada por turistas nacionales e internacionales, ya que incluye la mayoría de los barrios con más atracciones para los visitantes, como el Pão de Açúcar, la laguna Rodrigo de Freitas y las playas de Copacabana e Ipanema, entre otros, y su cercanías con el cerro del Corcovado y el Cristo Redentor.

## Localización y características

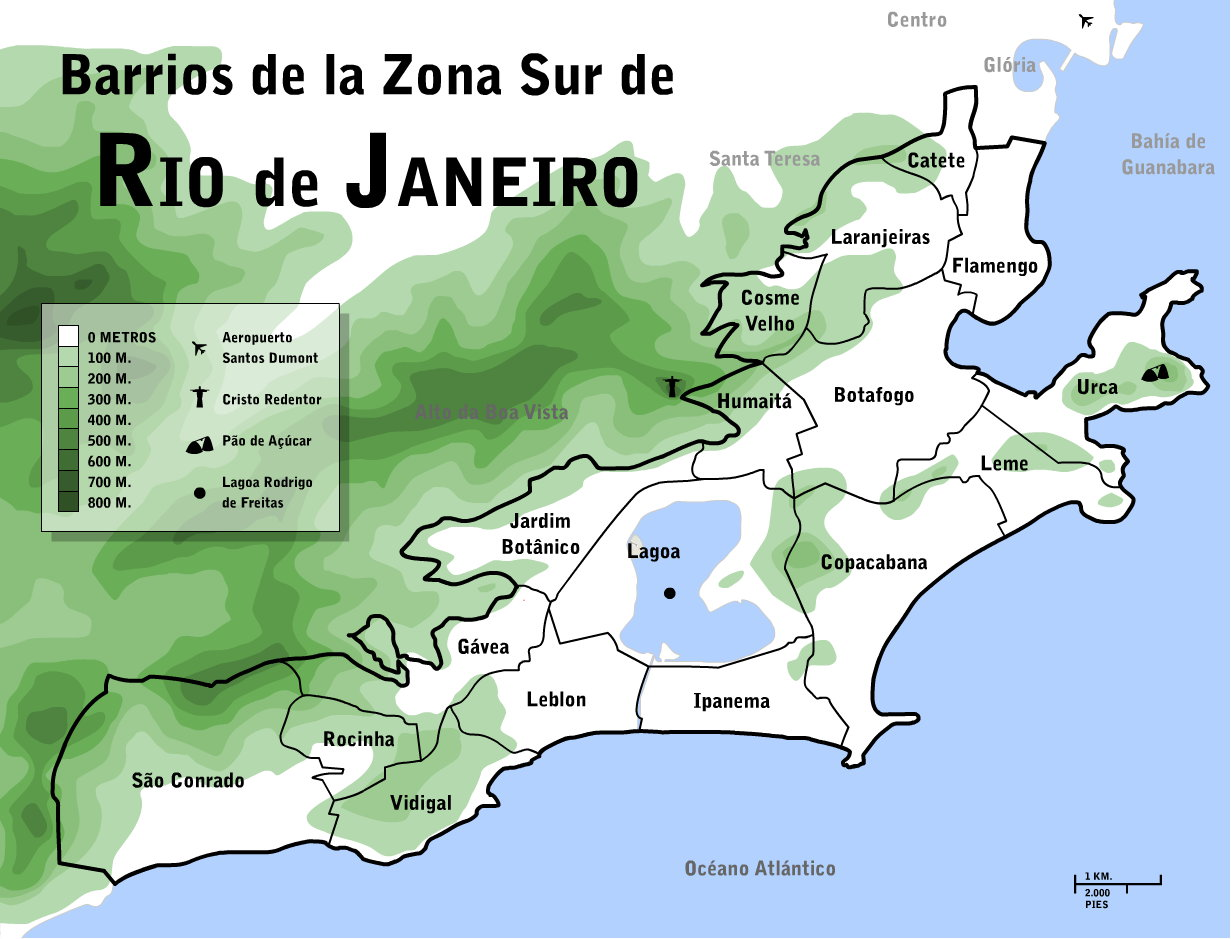
Barrios de la Zona Sur.

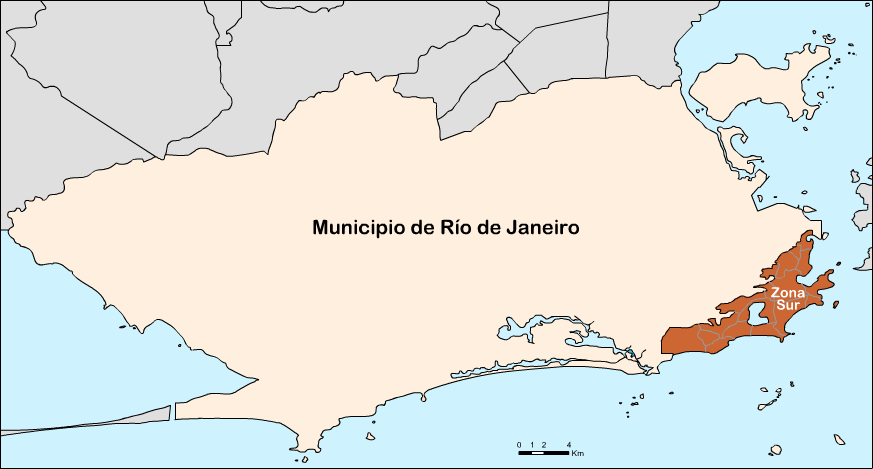
Ubicación de la Zona Sur en el municipio de Río de Janeiro.

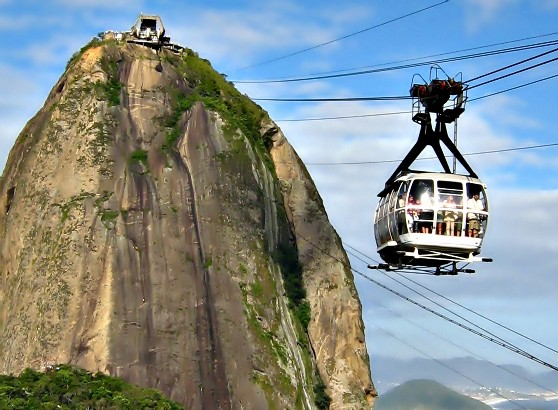
El Pão de Açúcar, en Urca.

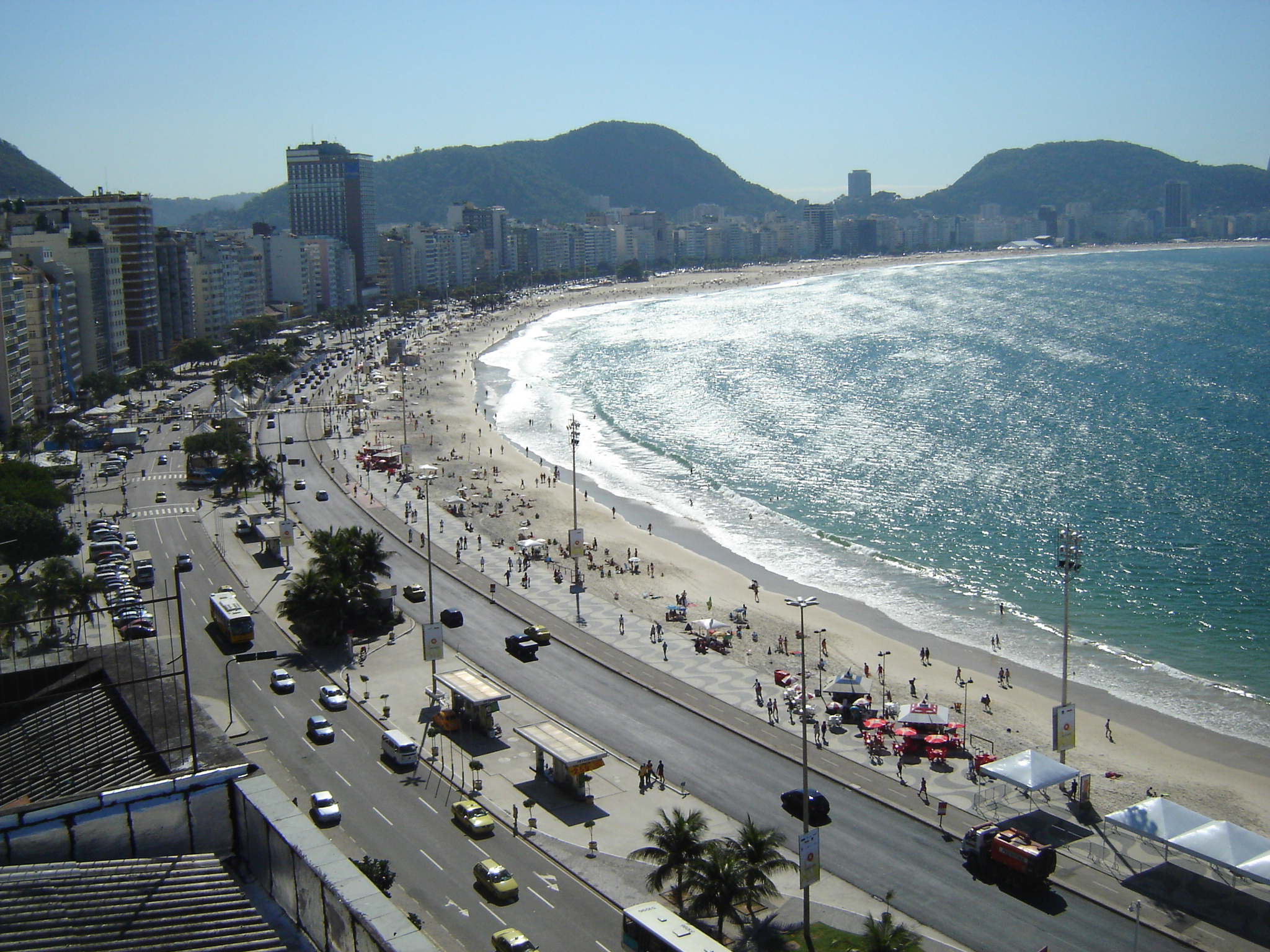
Playa de Copacabana.

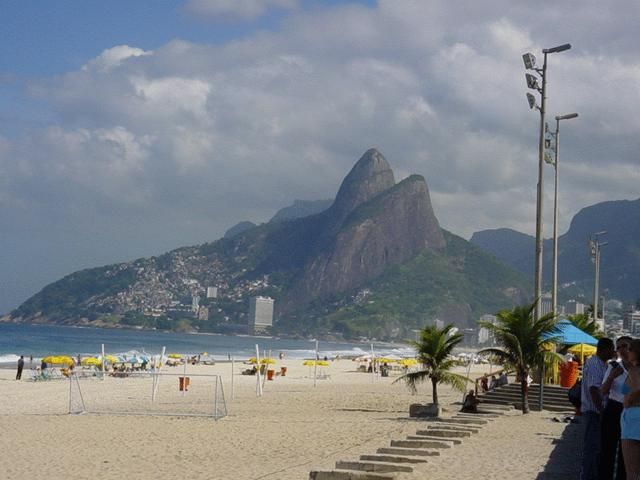
Playas de Ipanema y Leblon, con la favela Vidigal de fondo.

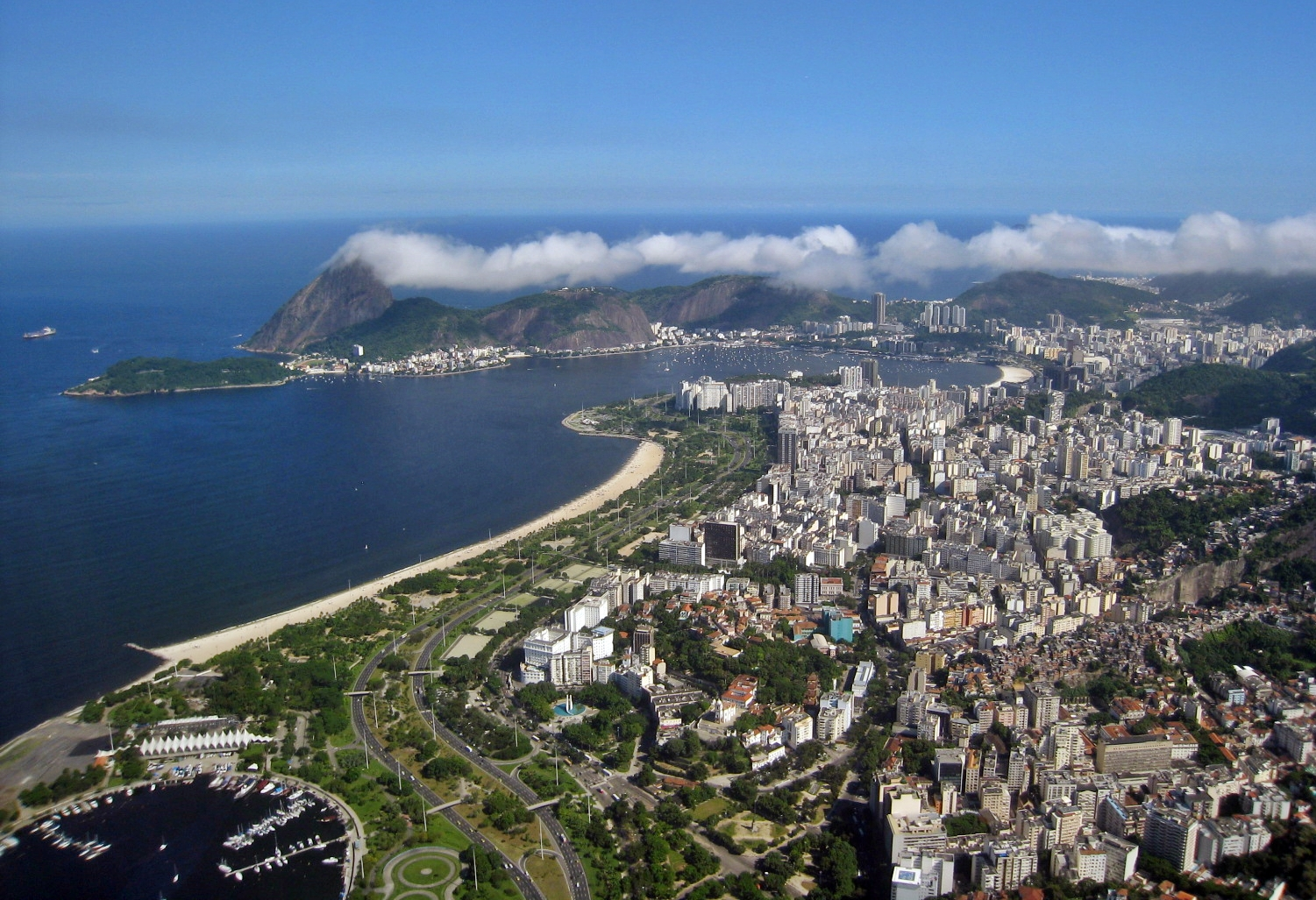
El Aterro do Flamengo y los barrios Glória, Flamengo y Catete.

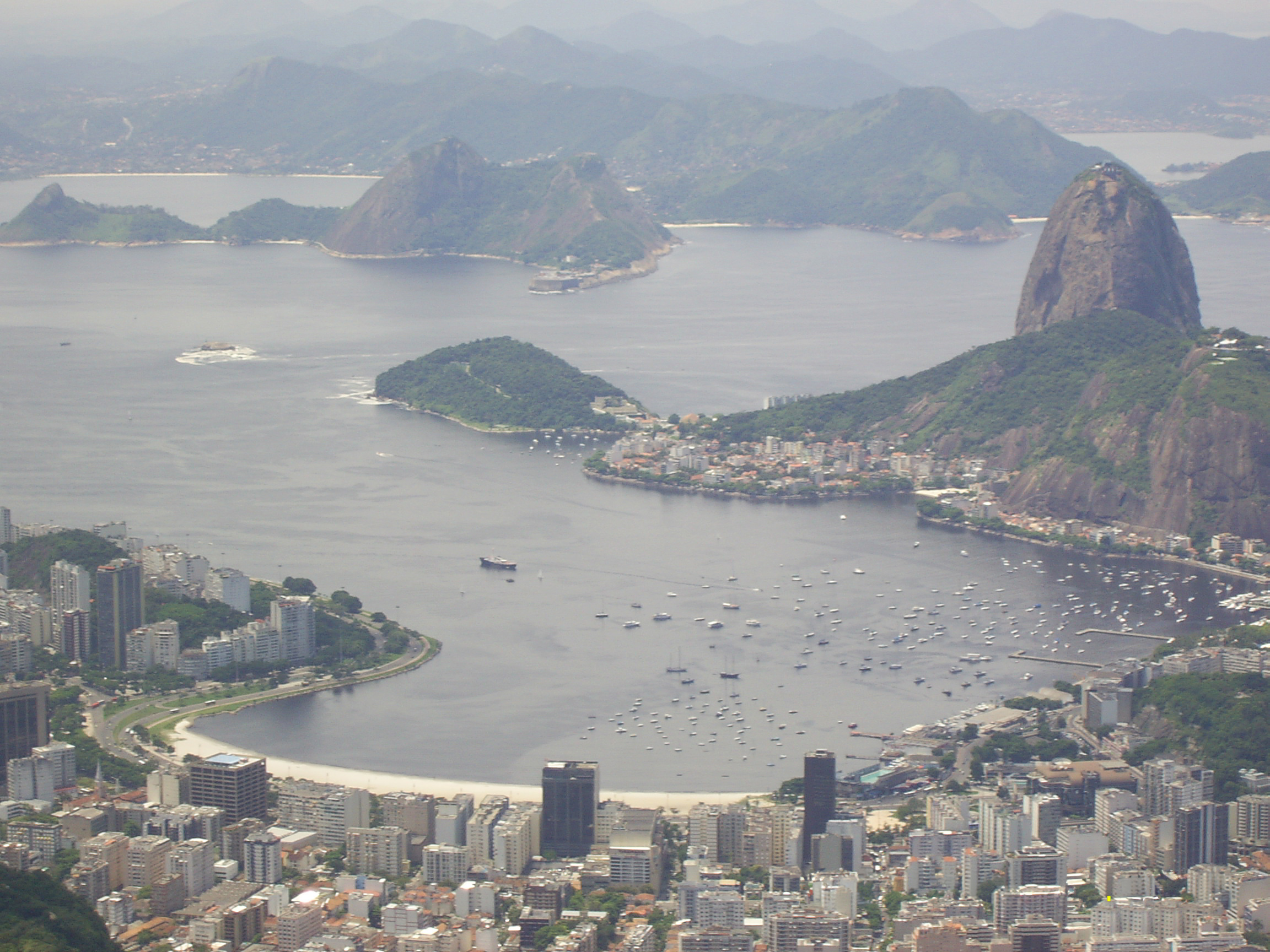
La ensenada de Botafogo, con el Pão de Açúcar.

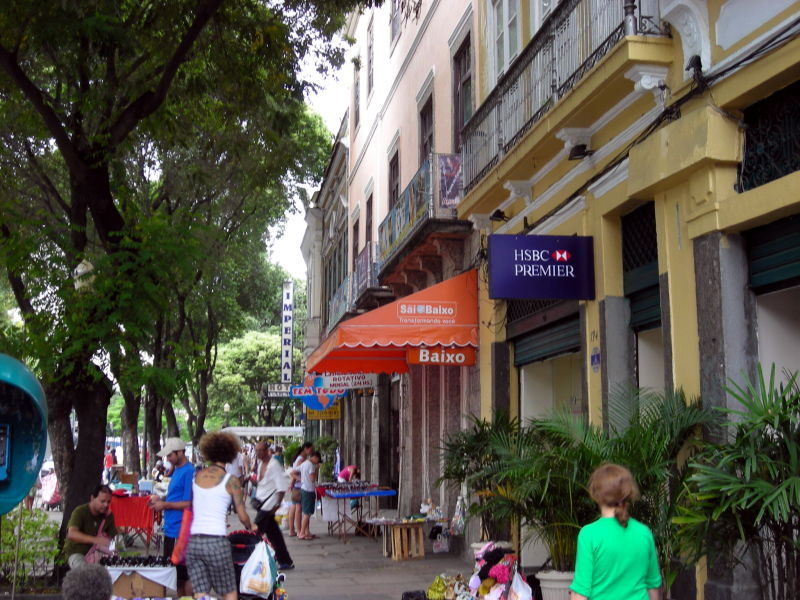
Calle del barrio Catete.

La Zona Sur se encuentra localizada entre el Macizo de la Tijuca, el Océano Atlántico y la Bahía de Guanabara.
Se caracteriza por pronunciados declives en las laderas sur y sudeste del Macizo de la Tijuca y por playas formadas por acumulación de sedimentos marinos. Los principales ríos de la zona son: Carioca, dos Macacos, Rainha y Canoas.

## Subdivisión
Se divide en dos áreas geomorfológicamente distintas:
- La primera está integrada por los barrios Glória, Catete, Flamengo, parte de Botafogo y Urca, Lagoa, Copacabana, Leme, Ipanema y parte de Leblon. Es la zona con mayor influencia costera, tanto marítima como de la Bahía de Guanabara.
- La segunda área está formada por Laranjeiras, Cosme Velho, parte de Botafogo, Humaitá, Jardim Botânico, Gávea, parte de Leblon, Rocinha, Vidigal y São Conrado. Está marcada por el declive del terreno y la floresta, y muy expuesta a precipitaciones.[2]

## Demografía
Residen en el área 630.473 habitantes. Su densidad líquida es de 195 habitantes por hectárea y es la segunda mayor entre las doce regiones del Plan Estratégico que componen el Municipio de Río.
Aunque se muestre privilegiada por su naturaleza singular y siempre presentando los mejores indicadores socioeconómicos de la ciudad, la Zona Sur sufrió en la década de 1990 un pequeño retroceso poblacional, con una tasa negativa de 4,26 puntos porcentuales en el período 1996/2000, lo que significa una baja de 24 mil habitantes en la región. La disminución poblacional alcanzó a once de sus barrios y mostró los mayores índices en São Conrado (−22 %), Urca (−16 %) y Catete (−9 %).
En compensación, los barrios Vidigal, Gávea y Glória presentaron los mayores aumentos de población de la Zona Sur en la década, creciendo en tasas del 13 %, 12 % y 7 %, respectivamente.
El retroceso poblacional más importante se dio en la segunda mitad de la década (−3,3 %), ya que entre 1991 y 1996 el descenso fue mínimo (0,9 puntos porcentuales negativos).
El mayor índice de área libre por habitante (es decir, las áreas de parques, plazas y jardines en relación con los habitantes del barrio) se registra en São Conrado, con 390 metros cuadrados por habitante. Lo siguen Jardim Botânico (con 97,1 m²/hab.) y Gávea (60 m²/hab.) Las menores tasas se dan en Vidigal (0,0 m²/hab.), Leme (0,2 m²/hab.) y Cosme Velho (0,3 m²/hab.).

## Desarrollo Humano
Está clasificada como una zona de alto desarrollo humano, ya que su Índice de Desarrollo Humano (IDH) es de 0,857, por encima del IDH de la ciudad (0,799 en 2010) y el mayor de las doce zonas de Río. Es comparable al IDH de Brunéi (0,855 en 2012, puesto 30 en el ranking mundial) y el de Grecia (0,860, puesto 29).

## Esperanza de vida
La longevidad media de la población de la Zona Sur es alta, en torno a los 70 años (en los países más desarrollados la media llega a 71,2 años para los hombres y 78,6 años para las mujeres), alcanzando valores aún más expresivos —en comparación con otras regiones de la ciudad— en los barrios Leblon y Jardim Botânico (con casi 73 años), Copacabana y Urca (alrededor de 72 años) e Ipanema y Laranjeiras (71 años).

## Educación
La tasa media de alfabetización de la Zona Sur es del 96,2 %, el mayor índice de la ciudad (que tiene una media del 93 %). La mayoría de los barrios de la región presentan tasas de alfabetización entre el 95,4 % y el 98,8 %, con excepción de Gávea y Vidigal, con menos del 85 %. Barrios como Flamengo, Humaitá, Lagoa y Urca, con tasas medias que exceden el 99 %, tienen prácticamente a toda su población alfabetizada.
El porcentaje de población con escolaridad de nivel superior en la Zona Sur es de casi el 44 %, muy por encima de la media de todo el municipio (18,2 %). Los barrios Lagoa (59 %), Gávea (54,4 %), Urca (52 %) y Jardim Botânico (50,6 %) alcanzan los mayores índices.

## Economía
La actividad económica de la Zona Sur está compuesta por cerca de 21 mil establecimientos, 94,7 % de los cuales son del segmento de comercio y servicios, empleando cerca de 186,6 mil personas.
La renta media de la Zona Sur es de 14,25 salarios mínimos. No solo es la mayor de Río de Janeiro sino que es casi dos veces y media la renta media municipal, que es de seis salarios mínimos. Es aún más elevada en Lagoa (cerca de 26 salarios mínimos, la segunda mayor de la ciudad), São Conrado (con 22,5 salarios mínimos) y Jardim Botânico (20,7), barrios que presentan valores altos tanto para la ciudad como en la comparación con el resto de Brasil.
La renta media más baja de la zona (entre 2 y 7 salarios mínimos) se registra en los barrios Rocinha, Vidigal y Catete.